# Hajsotjärnarna (Graninge socken, Ångermanland, 697464-156766)
Hajsotjärnarna är en sjö i Sollefteå kommun i Ångermanland och ingår i Indalsälvens huvudavrinningsområde.